# Apple A18
Apple A18 和  Apple A18 Pro 是一对由苹果公司设计的64位ARM架构系统级芯片（SoC），属于Apple晶片系列的一部分。它们被用于iPhone 16和 iPhone 16 Pro系列以及iPhone 16e，并由台积电采用第二代3nm工艺制造。于2024年9月9日和 2025 年2月19日发布，分别是Apple A15 Bionic、Apple A16 Bionic和Apple A17 Pro处理器的继任者。

## 设计
Apple A18 和 A18 Pro 采用苹果公司设计的 64 位 ARMv9.2-A 六核CPU，包含两个高性能核心和四个节能核心，一个四核（用于iPhone 16e的A18）五核（用于iPhone 16、iPhone 16 Plus的A18）或六核（A18 Pro）GPU，以及一个具有 16 个内核的NPU。两者均采用台积电 N3E（3 纳米 FinFET）工艺制造，尺寸分别为 90 mm2 和 105 mm2。

### CPU
苹果公司声称，与配备A16 仿生芯片的 iPhone 15 相比，新款 A18 芯片的 CPU 性能提升高达 30%，与配备A15 仿生芯片的 iPhone 14 相比提升高达 50%。此外，它可以在功耗降低 30% 的情况下提供与 A16 仿生芯片相同的 CPU 性能。
A18 Pro 的 CPU 性能比 A17 Pro 芯片快 15%，并且可以在功耗降低 20% 的情况下提供与 A17 Pro 芯片相同的 CPU 性能。苹果公司声称 A18 Pro 芯片的缓存比非 Pro 版本的 A18 芯片更大。

### GPU
A18 芯片集成了苹果公司全新设计的四核或五核GPU，现在为非 Pro 型号增加了硬件加速的光线追踪和网格着色支持。苹果公司声称，与配备 A16 仿生芯片的 iPhone 15 相比，新款 A18 芯片的 GPU 性能提升高达 40%，并且可以在功耗降低 35% 的情况下提供与 A16 仿生芯片相同的 GPU 性能。
A18 Pro 额外增加了一个 GPU 核心，总共达到六核，性能比 A17 Pro GPU 快 20%。苹果公司声称其硬件光线追踪速度提高了 2 倍，但尚不清楚这是否仅限于 A18 Pro，还是非 Pro 版本也可用。

### 其他方面
A18 Pro 通过先进的多媒体功能区别于非 Pro 版本，包括改进的显示引擎、更快的 USB 控制器以及升级的视频和图像信号处理器。苹果公司声称，新的视频编码器处理的数据量是 A17 Pro 芯片的两倍。 A18 采用传统的USB 2.0 控制器，通过USB-C 端口仅能达到 480 Mbit/s。A18 Pro 采用USB 3.2 Gen 2 控制器，速度可达 10 Gb/s。

## NPU 和 AI 处理
苹果公司声称，新的 16 核神经网络引擎每秒能够执行 35 万亿次运算，与 A16 仿生芯片相比，机器学习速度提高了 2 倍。与 A17 Pro 相比，A18 Pro 可以将 Apple Intelligence 功能的速度提高 15%。基准测试显示，A18 系列中的所有芯片都拥有 8 GB 的 RAM，并且两款芯片的内存带宽都提高了 17%。
A18 的NPU 提供 35 TOPS 的性能，使其比 A11 中的 NPU 强大约 58 倍，后者每秒可以处理 6000 亿次运算。A11 于 2017 年推出，是第一款配备神经网络引擎的苹果芯片。

### 各代芯片的神经处理能力对比
| 芯片       | TOPS  | 发布日期 | 与 A18 相比的处理能力 |
| ---------- | ----- | -------- | --------------------- |
| A11 Bionic | 0.6   | 2017     | 1.71%                 |
| A12 Bionic | 5.0   | 2018     | 14.29%                |
| A13 Bionic | 6.0   | 2019     | 17.14%                |
| A14 Bionic | 11.0  | 2020     | 31.43%                |
| A15 Bionic | 15.8  | 2021     | 45.14%                |
| A16 Bionic | 17.0  | 2022     | 48.57%                |
| A17 Pro    | 35.0  | 2023     | 100.00%               |
| A18        | 35.0* | 2024     | 100.00%*              |

*虽然 A18 从理论上讲每秒可以执行与 A17 Pro 相同数量的运算，但由于SoC其他部分的改进（例如更大的内存带宽），实际性能可能更高。苹果公司声称，在 Apple Intelligence 任务方面，A18 Pro 比 A17 Pro 快 15%。

## 包含 A18 的产品
- iPhone 16 & iPhone 16 Plus – 6 核 CPU 和 5 核 GPU
- iPhone 16e – 6 核 CPU 和 4 核 GPU

## 包含 A18 Pro 的产品
- iPhone 16 Pro & iPhone 16 Pro Max